# Цукеркандль-Шепс, Берта
Берта Цукеркандль-Шепс (нем. Berta Zuckerkandl-Szeps; 13 апреля 1864[…], Вена[…] — 16 октября 1945[…], Париж[…]) — австрийская писательница, журналистка, литературный критик и хозяйка литературного салона.

## Биография
Берта Шепс — дочь либерального журналиста и издателя Морица Шепса, владельца газеты Neues Wiener Tagblatt. Получила домашнее образование. Ещё подростком часто сопровождала отца на переговорах с австрийскими и иностранными политиками, иногда выступала в качестве тайного курьера отца и тем самым обзавелась широким кругом знакомств.
15 апреля 1886 года Берта Шепс вышла замуж за Эмиля Цукеркандля, в то время профессора анатомии в Грацском университете. С конца XIX века и до 1938 года Берта Цукеркандль держала литературный салон, поначалу располагавшийся на приобретённой мужем вилле в Дёблинге, а позднее в центре Вены близ Бургтеатра во дворце Либена — Аушпица. В салоне у Берты Цукеркандль-Шепс собирались представители сферы искусства и научной элиты страны, в том числе Иоганн Штраус, Густав Климт, Артур Шницлер, Макс Рейнхардт и Франц Теодор Чокор. В 1901 году в салоне Берты Цукеркандль-Шепс Альма Шиндлер познакомилась с Густавом Малером. Берта Цукеркандль оказывала протекцию художникам из так называемого Нёчского круга Антону Колигу и Себастьяну Изеппу и поддерживала тесные связи с участниками Венского сецессиона и Венских мастерских, в становлении которых она принимала непосредственное участие. Берта Цукеркандль была одной из соучредителей Зальцбургского фестиваля. Берта Цукеркандль занималась журналистикой в области театра и искусства и сотрудничала с изданиями Wiener Allgemeine Zeitung и Neues Wiener Journal. Занималась переводами драматических произведений с французского языка.
Старшая сестра Берты София (1862—1937) была замужем за Паулем Клемансо, братом Жоржа Клемансо, впоследствии премьер-министра Франции. Сёстры познакомились с Клемансо через отца. Во время частых визитов в Париж Берта познакомилась в салоне сестры с Огюстом Роденом и Морисом Равелем. Благодаря этим тёплым связям с Францией Берта Цукеркандль оказывала поддержку оказавшимся впоследствии безуспешным усилиям императора Карла I и его супруги Циты Бурбон-Пармской заключить сепаратный мир с Францией. В межвоенное время Берта часто выступала контактным лицом для политиков Первой Австрийской республики, стремившихся заручиться поддержкой и инвестициями от державы-победительницы Франции. Берта Цукеркандль была знакома с федеральными канцлерами Австрии Игнацем Зейпелем и Энгельбертом Дольфусом.
После аншлюса Австрии Берте, имевшей еврейское происхождение, пришлось бежать из страны, в чём ей помог писатель Поль Жеральди. В Париже Берта поддерживала тесные контакты с австрийскими эмигрантами, в частности, с Францем Верфелем. Кавалер ордена Почётного легиона, Берта избежала интернирования и весной 1940 года выехала к сыну Фрицу в Алжир. После оккупации Алжира союзническими войсками Берта Цукеркандль работала на радио и призывала к сопротивлению национал-социалистам. Выехать в США ей не удалось. Тяжело больная Берта Цукеркандль вернулась в Париж в 1945 году и в том же году умерла. Похоронена на кладбище Пер-Лашез в Париже. Имя Берты Цукеркандль носит одна из улиц венского Альзергрунда. В 2012 году Австрийская национальная библиотека приобрела личный архив Берты Цукеркандль у проживавшего в США её внука Эмиля Цукеркандля.

## Сочинения
- Die Pflege der Kunst in Österreich 1848—1898. Dekorative Kunst und Kunstgewerbe. Wien 1900.
- Zeitkunst Wien 1901—1907. Heller, Wien 1908.
- Ich erlebte fünfzig Jahre Weltgeschichte. Autobiographie. Bermann-Fischer Verlag, Stockholm 1939.
- Clemenceau tel que je l’ai connu. Algier 1944.
- Österreich intim. Erinnerungen 1892—1942. Hrsg. Reinhard Federmann. Propyläen, Frankfurt 1970 Taschenbuch: Ullstein, Frankfurt am Main 1988, ISBN 978-3-548-20985-2.
- Polens Malkunst 1915. In: Roman Taborski (Hrsg.): Stanisław Wyspiański, der große Schöpfer der Polnischen Moderne. Wien 1996.
- Jung-Polen 1906. In: Roman Taborski (Hrsg.): Stanisław Wyspiański, der große Schöpfer der Polnischen Moderne. Wien 1996.
- Flucht!: Von Bourges nach Algier im Sommer 1940. Theresia Klugsberger und Ruth Pleyer (Hrsg.). Cernzin-Verlag, Wien 2013. ISBN 978-3-7076-0456-6